# Eucheilopora pediculosa
Eucheilopora pediculosa is een mosdiertjessoort uit de familie van de Cribrilinidae. De wetenschappelijke naam van de soort is voor het eerst geldig gepubliceerd in 1916 door Lang.